# Hačidžódžima
Hačidžódžima (japonsky 八丈島) je ostrov vulkanického původu, nacházející se v Tichém oceánu v souostroví Izu, asi 300 km jižně od Tokia. Průměr ostrova je asi 14 km, má mírně deformovaný kruhový tvar. Nejvyšší bod se nachází 854 m nad hladinou moře. Ostrov je trvale osídlen, podle posledního sčítání tam žilo přes 8 300 lidí. Největším sídlem je Micune. V minulosti (během období Edo) byl místem, kam byli posíláni trestanci. V současnosti je oblíbeným místem surfařů a rekreačních potápěčů.
Ostrov je tvořen dvěma stratovulkány, starší, pleistocenní vulkán Higaši-jama se nachází v jihovýchodní části ostrova, mladší Niši-jama v severozápadní části. Vývoj mladšího vulkanického centra začal před 10 000–8 000 lety, poslední erupce byla zaznamenána v roce 1606.